# Північна селищна рада
Північна селищна рада — орган місцевого самоврядування у складі Торецької міської ради Донецької області. Адміністративний центр — селище міського типу Північне.

## Загальні відомості
- Населення ради: 15569 осіб (станом на 2001 рік)

## Населені пункти
Селищній раді підпорядковані населені пункти:
- смт Північне
- смт Курдюмівка
- с-ще Дачне
- с-ще Диліївка
- с-ще Дружба
- с-ще Озарянівка
- с-ще Шуми

## Склад ради
Рада складається з 30 депутатів та голови.
- Голова ради: Карамишева Валентина Миколаївна
- Секретар ради: Ковалевська Лідія Іванівна

### Керівний склад попередніх скликань
| ПІБ                             | Основні відомості                                                        | Дата обрання | Дата звільнення |
| ------------------------------- | ------------------------------------------------------------------------ | ------------ | --------------- |
| Карамишева Валентина Миколаївна | Селищний голова, 1949 року народження, освіта вища, член Партії регіонів | 26.03.2006   | 31.10.2010      |
| Карамишева Валентина Миколаївна | Селищний голова, 1949 року народження, освіта вища, член Партії регіонів | 31.10.2010   |                 |

Примітка: таблиця складена за даними джерела

### Депутати
За результатами місцевих виборів 2010 року депутатами ради стали:

#### За суб'єктами висування
| Суб'єкт висування | Кількість обраних депутатів | %    |
| ----------------- | --------------------------- | ---- |
| Партія регіонів   | 28                          | 93,3 |
| Самовисування     | 2                           | 6,7  |

#### За округами
| № округу        | Прізвище, ім'я, по батькові        | Дата визнання обраним | Освіта         | Партійна приналежність | Відомості про обраного депутата                                                          |
| --------------- | ---------------------------------- | --------------------- | -------------- | ---------------------- | ---------------------------------------------------------------------------------------- |
| Партія регіонів |                                    |                       |                |                        |                                                                                          |
| 1               | Жаботинський Валерій Григорійович  | 02.11.2010            | Освіта середня | член Партії регіонів   | ВП "Шахта «Північна» ДП «Дзержинськвугілля», вибійник на ВМ                              |
| 2               | Сергєєв Сергій Олександрович       | 02.11.2010            | Освіта вища    | член Партії регіонів   | ВП "Шахта «Північна» ДП «Дзержинськвугілля», начальник відділу праці та заробітної плати |
| 3               | Успенський Олександр Ярославович   | 02.11.2010            | Освіта середня | член Партії регіонів   | ВП "Шахта «Північна» ДП «Дзержинськвугілля», гірничий робітник                           |
| 4               | Ащаулов Василь Іванович            | 02.11.2010            | Освіта вища    | член Партії регіонів   | ВП "Шахта «Північна» ДП «Дзержинськвугілля», заступник директора з господарських питань  |
| 5               | Лосєва Ольга Олександрівна         | 02.11.2010            | Освіта середня | позапартійна           | п/с                                                                                      |
| 6               | Грецький Гліб Глібович             | 02.11.2010            | Освіта середня | член Партії регіонів   | ВП "Шахта «Північна» ДП «Дзержинськвугілля», гірничий робітник                           |
| 7               | Красова Людмила Павлівна           | 02.11.2010            | Освіта середня | член Партії регіонів   | амбулаторія смт Кірове, медична сестра                                                   |
| 8               | Филимонов Леонід Захарович         | 02.11.2010            | Освіта середня | член Партії регіонів   | приватне підприємство, керівник                                                          |
| 9               | Кузьмин Юрій Ігорович              | 02.11.2010            | Освіта середня | член Партії регіонів   | ВП "Шахта «Північна» ДП «Дзержинськвугілля», підземний електрослюсар                     |
| 10              | Максименко Любов Степанівна        | 02.11.2010            | Освіта середня | член Партії регіонів   | п/с                                                                                      |
| 11              | Бурдюгова Людмила Іванівна         | 02.11.2010            | Освіта середня | член Партії регіонів   | ВП "Шахта «Північна» ДП «Дзержинськвугілля», моторист вентиляційний установок            |
| 12              | Боєв Артем Володимирович           | 02.11.2010            | Освіта вища    | член Партії регіонів   | Дзержинський ВУВКГ, начальник виробнично — технічної служби                              |
| 13              | Ковалевська Лідія Іванівна         | 02.11.2010            | Освіта вища    | позапартійна           | Кіровська селищна рада, секретар V скликання                                             |
| 14              | Клунний Володимир Анатолійович     | 02.11.2010            | Освіта середня | член Партії регіонів   | приватне підприємство, керівник                                                          |
| 15              | Половинко Тетяна Петрівна          | 02.11.2010            | Освіта вища    | член Партії регіонів   | загальноосвітня школа № 10, вчитель                                                      |
| 16              | Асріян Борис Рубенович             | 02.11.2010            | Освіта вища    | член Партії регіонів   | МПП «Лілія», керівник                                                                    |
| 17              | Каращук Олександр Анатолійович     | 02.11.2010            | Освіта середня | член Партії регіонів   | ВП "Шахта «Північна» ДП «Дзержинськвугілля», прохідник                                   |
| 18              | Щербина Ігор Олексійович           | 02.11.2010            | Освіта вища    | член Партії регіонів   | ОКП «Донецьктеплокомуненерго» ВО «Дзержинськ тепломережа», директор                      |
| 19              | Карелкін Станіслав Іванович        | 02.11.2010            | Освіта середня | позапартійний          | ВП "Шахта «Північна» ДП «Дзержинськвугілля», підземний електрослюсар                     |
| 20              | Калашникова Людмила Вячеславівна   | 02.11.2010            | Освіта вища    | член Партії регіонів   | Дзержинська філіїя ЧО «СК АСКО-Донбас Північний», директор                               |
| 21              | Сириця Олександр Федорович         | 02.11.2010            | Освіта середня | член Партії регіонів   | п/с                                                                                      |
| 22              | Кузьмичов Дмитро Борисович         | 02.11.2010            | Освіта середня | член Партії регіонів   | ВП "Шахта «Північна» ДП «Дзержинськвугілля», гірничий робітник                           |
| 23              | Балькіна Ірина Юріївна             | 02.11.2010            | Освіта вища    | член Партії регіонів   | ВП "Шахта «Північна» ДП «Дзержинськвугілля», майстер лісового складу                     |
| 24              | Калугаряну Володимир Володимирович | 02.11.2010            | Освіта вища    | член Партії регіонів   | ВП "Шахта «Північна» ДП «Дзержинськвугілля», заступник начальника дільниці               |
| 25              | Білоножко Людмила Анатоліївна      | 02.11.2010            | Освіта середня | позапартійна           | д/г                                                                                      |
| 26              | Чемикос Наталія Петрівна           | 02.11.2010            | Освіта середня | член Партії регіонів   | ВП "Шахта «Північна» ДП «Дзержинськвугілля», верстатник-розпилювач                       |
| 28              | Сулименко Раїса Федорівна          | 02.11.2010            | Освіта вища    | член Партії регіонів   | амбулаторія смт Кірове, головний лікар                                                   |
| 29              | Стефаненко Мтвариса Жораєвна       | 02.11.2010            | Освіта середня | позапартійна           | приватне підприємство, керівник                                                          |
| Самовисування   |                                    |                       |                |                        |                                                                                          |
| 27              | Сергєєва Тетяна Георгієвна         | 02.11.2010            | Освіта вища    | член Партії регіонів   | Кіровська селищна рада, спеціаліст 1 категорії по комунальному господарству              |
| 30              | Савенко Геннадій Євгенович         | 11.01.2011            | Освіта середня | позапартійний          | пенсіонер                                                                                |